# Технический музей Вены

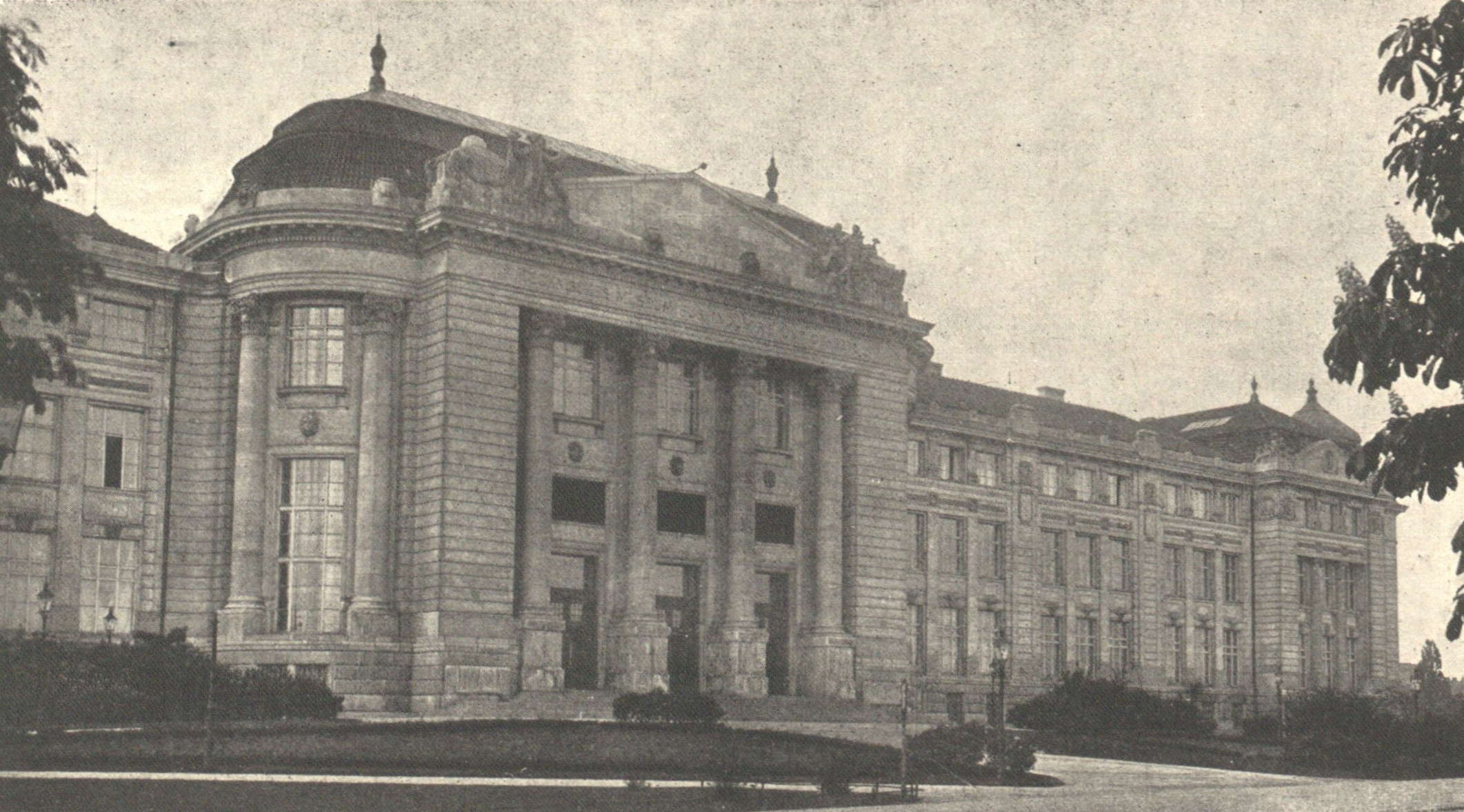
Строительство музея в год его открытия в 1918 году

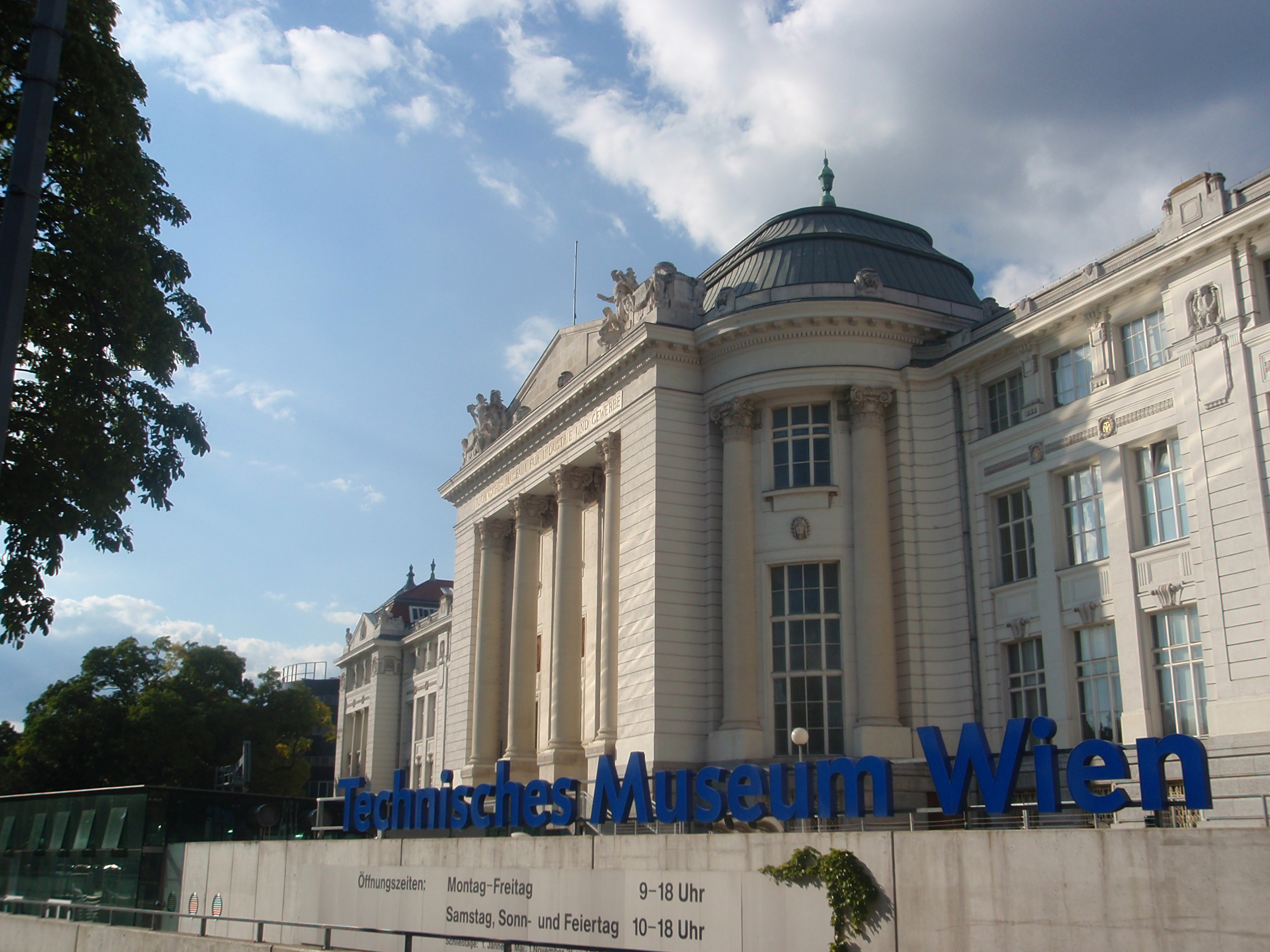
Музей в Январе 2009

Венский технический музей (нем. Technisches Museum Wien, TMW) — городской музей технологий в столице Австрии, Вене, в районе Пенцинг.

## Экспозиция

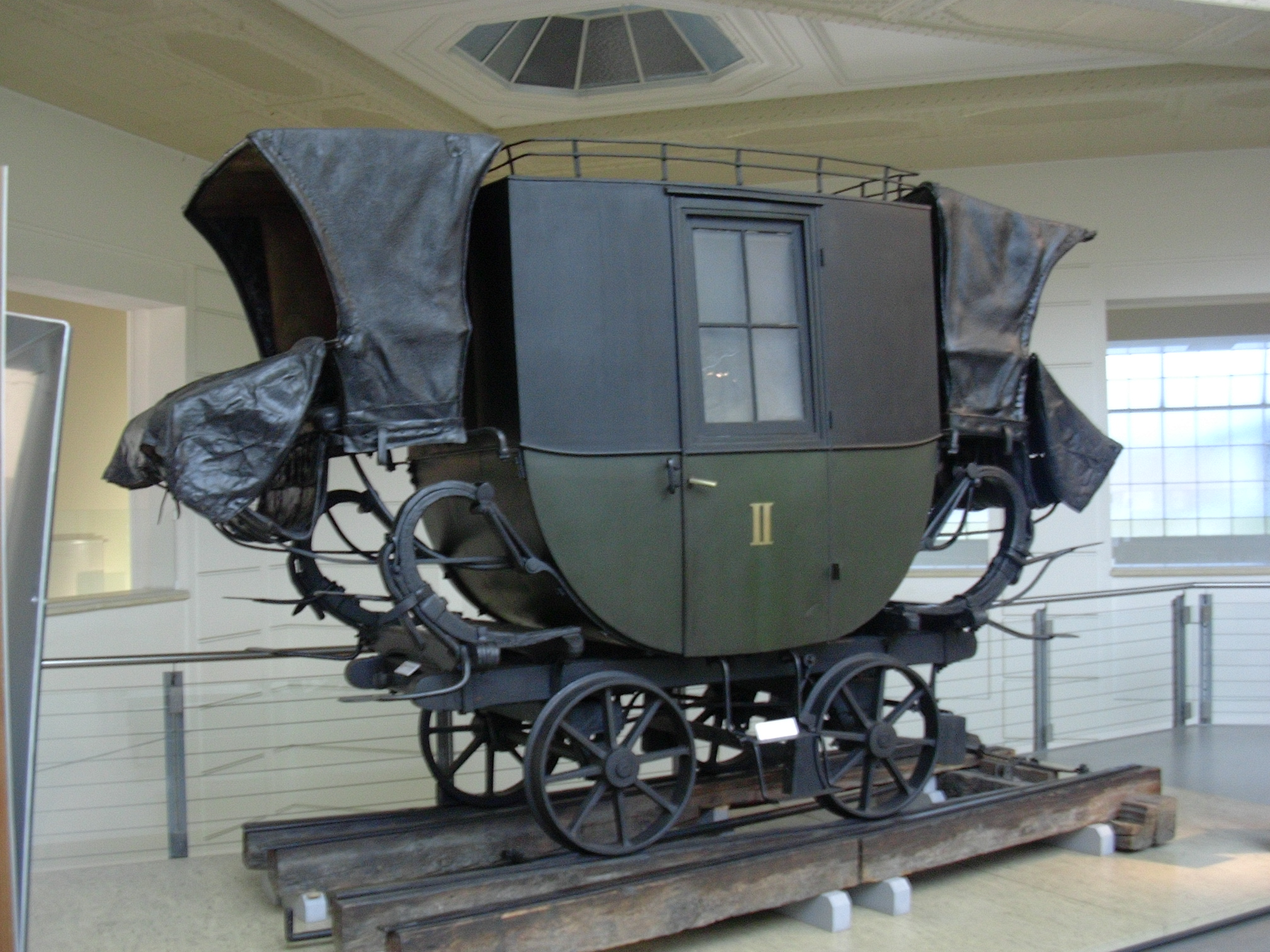
Модель пассажирского вагона 1841 года Hannibal Линцко-Будеёвицкой конно-железной дороги в экспозиции Технического музея Вены. Фото 2007 года

Коллекция музея состоит в основном из экспонатов и моделей, освещающих историю австрийского технологического развития. Комплекс включает в себя функционирующие модели из таких областей, как железнодорожный транспорт, судостроение, авиация и промышленность. Также в TMW разместилась одна из крупнейших коллекций исторических музыкальных инструментов в Австрии. В музее работает специальная библиотека.

## История
В 1908 году, в связи с 60-летием восшествия на австрийский престол Франца Иосифа I, было решено построить музей технологий промышленности и ремёсел в Вене. Инициаторами идеи стали Вильгельм Экснер, впечатлённый Всемирной выставкой 1873 года, и Венский электротехнический союз. Проект поддержали промышленники Артур Крупп и Иоганн Кременецкий, создав специальный организационный комитет по сбору средств на строительство музея, а также предприниматель Бернхард Вецлер и дом Ротшильдов. В том же году был открыт Национальный технический музей в Праге.

## Галерея

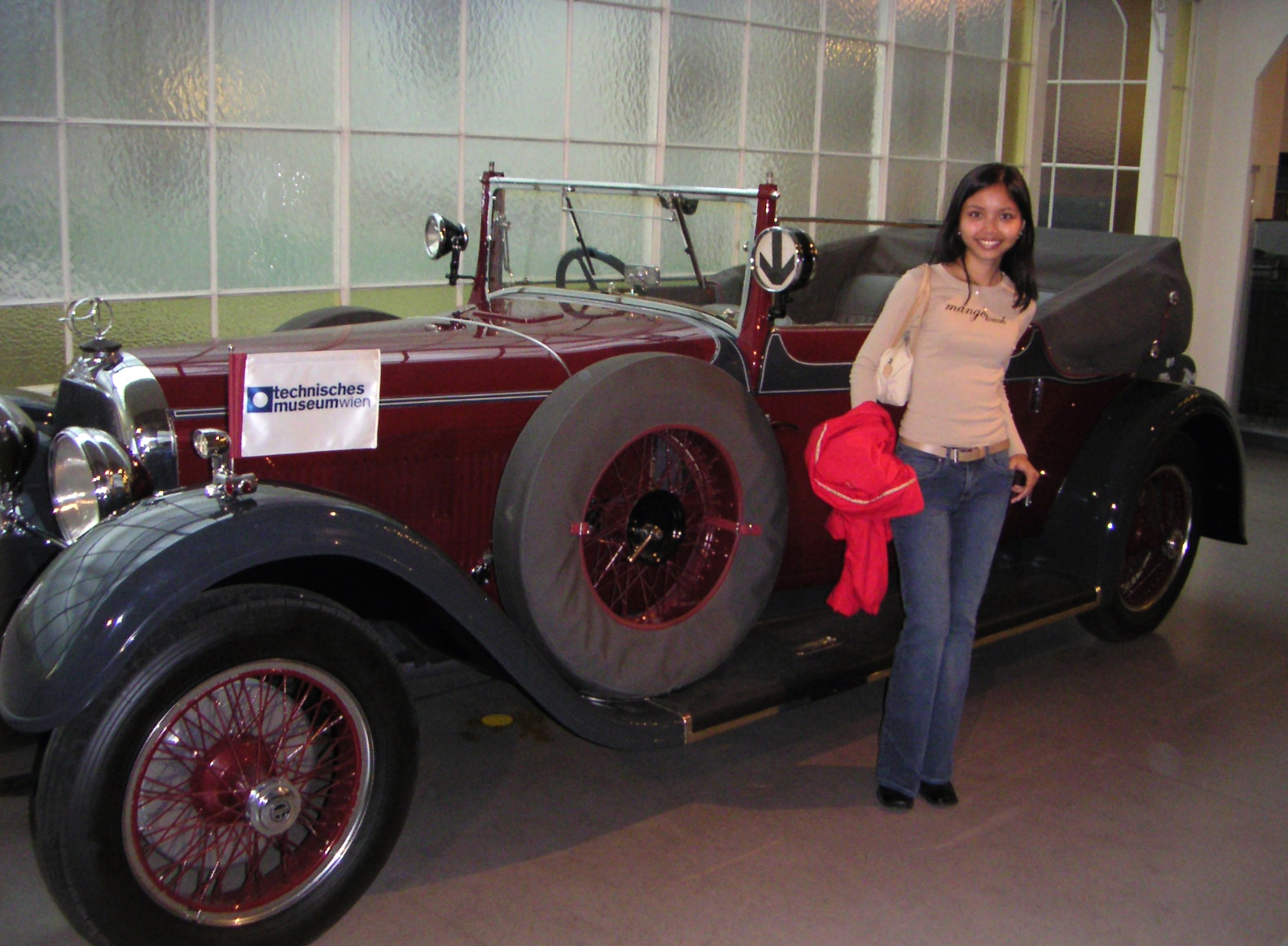
Австро-Даймлер
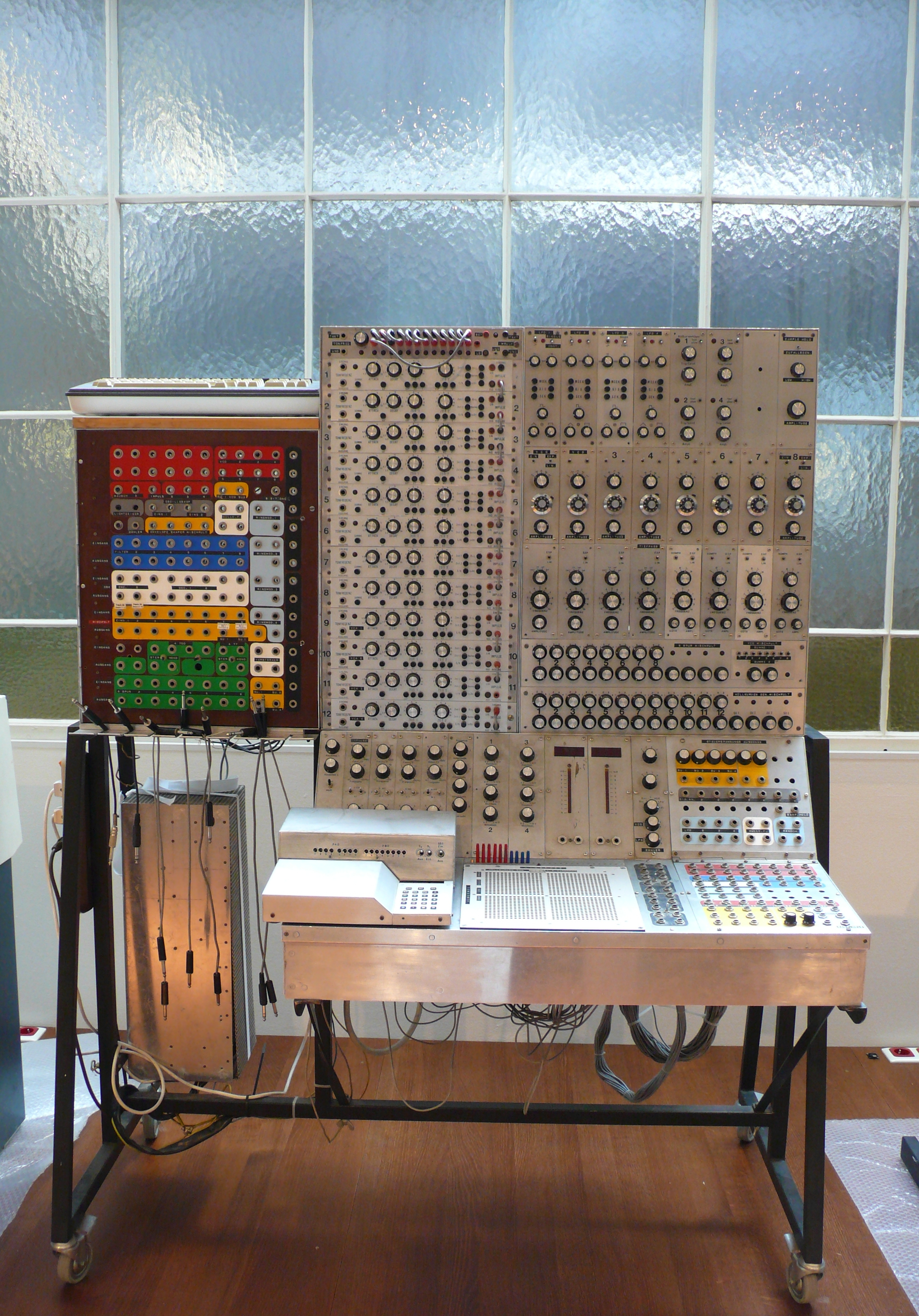
Синтезатор
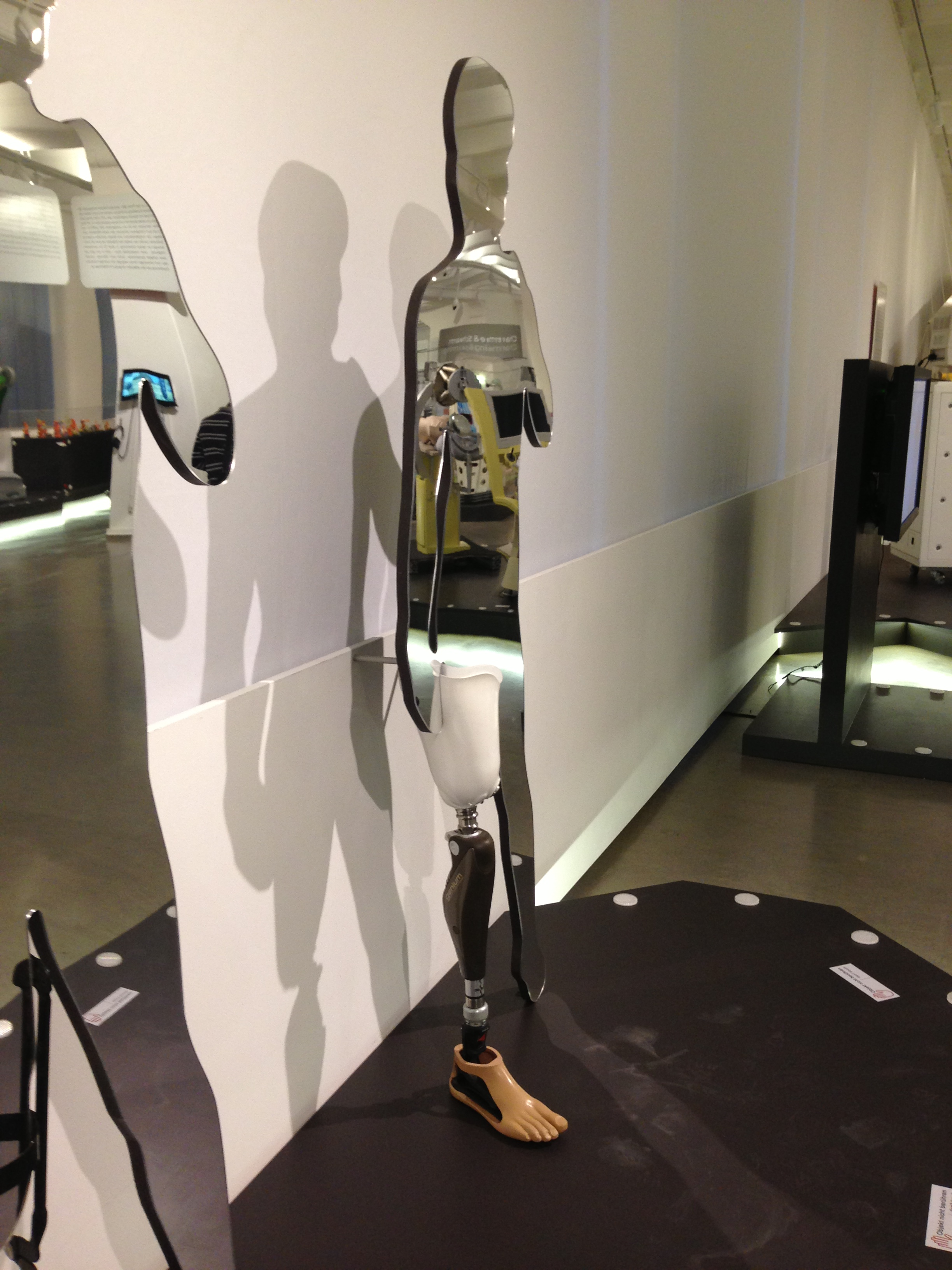
Отто Бокк протез нижних конечностей, кожа